# 시스카군
시스카군(일본어: 敷香郡)는 일본이 지배하던 시기의 사할린에 있던 군이다. 법적으로는 1949년 6월 1일, 국가 행정 조직법 시행에 따라 폐지되었다. 다음의 1개의 정, 3개의 촌을 포함한다.
- 도마리키시촌
- 나이로촌
- 시스카정
- 지리에촌